# Superresolució

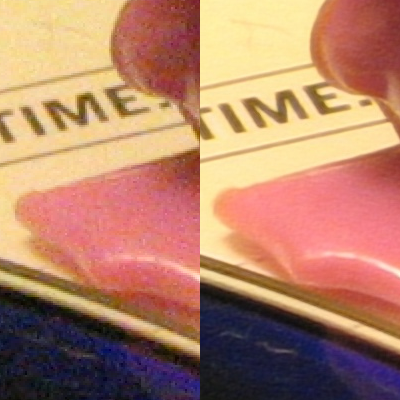
Exemple de superresolució. La imatge de la dreta es crea a partir de nou imatges semblants a la de l'esquerra, resultant en una resolució i una qualitat d'imatge més elevades.

La superresolució consisteix en un conjunt de tècniques i algorismes usades per augmentar la resolució d'una imatge. Aquestes tècniques es basen, fonamentalment, en ajuntar la informació d'una seqüència d'imatges de resolució més baixa per crear una sola imatge de més alta resolució que aquelles de la seqüència inicial.